# Guido et Maurizio De Angelis
Pour les articles homonymes, voir De Angelis.
Guido et Maurizio de Angelis sont deux compositeurs italiens de musique de films. On les connaît également sous le nom de Oliver Onions.

## Biographie
Guido De Angelis est né le 22 décembre 1944, son frère, Maurizio De Angelis, est né le 22 février 1947.
Ils ont particulièrement collaboré avec le duo Terence Hill et Bud Spencer en composant les musiques de la plupart de leurs films, aussi bien avec les deux acteurs qu'un seul.

## Filmographie partielle
- 1971 : On continue à l'appeler Trinita d'Enzo Barboni
- 1972 : Maintenant, on l'appelle Plata de Giuseppe Colizzi
- 1972 : Et maintenant, on l'appelle El Magnifico de E. B. Clucher
- 1973 : Rue de la violence (Milano trema: la polizia vuole giustizia) de Sergio Martino
- 1973 : Torso de Sergio Martino
- 1974 : Joe et Margherito (Arrivano Joe e Margherito) de Giuseppe Colizzi
- 1974 : Deux Grandes Gueules (I bestione) de Sergio Corbucci
- 1974 : Attention, on va s'fâcher ! de Marcello Fondato
- 1975 : Zorro de Duccio Tessari
- 1975 : Le Blanc, le Jaune et le Noir de Sergio Corbucci
- 1976 : L'Ombre d'un tueur d'Antonio Margheriti
- 1976 : Big Racket (Il grande racket) d'Enzo G. Castellari
- 1976 : Il signor Robinson, mostruosa storia d'amore e d'avventure de Sergio Corbucci
- 1976 : Flics en jeans de Bruno Corbucci
- 1976 : Keoma d'Enzo G. Castellari
- 1976 : MKS... 118 (Poliziotti violenti) de Michele Massimo Tarantini
- 1976 : Le Corsaire noir (Il Corsaro Nero) de Sergio Sollima
- 1977 : Tre tigri contro tre tigri de Sergio Corbucci et Steno
- 1977 : Deux super-flics de E. B. Clucher
- 1978 : La Montagne du dieu cannibale de Sergio Martino
- 1978 : Goodbye et Amen (Goodbye e Amen) de Damiano Damiani
- 1979 : Le Shérif et les Extra-terrestres de Michele Lupo
- 1979 : La Diablesse d'Enzo G. Castellari
- 1979 : Les Chasseurs de monstres  d'Enzo G. Castellari
- 1982 : Capitaine Malabar dit La Bombe de Michele Lupo
- 1983 : 2019 après la chute de New York de Sergio Martino
- 1983 : Yor, le chasseur du futur d'Antonio Margheriti
- 1983 : La Maison de la terreur de Lamberto Bava
- 1984 : Le Bon Roi Dagobert de Dino Risi
- 1984 : Pianoforte de Francesca Comencini
- 1985 : Figlio mio, infinitamente caro... de Valentino Orsini
- 1987 : Delitti de Giovanna Lenzi